# Cheryl Gibson
Cheryl Gibson   (Edmonton, 28 de juliol de 1959), coneguda de casada com a Cheryl Brokop, és una nedadora canadenca, ja retirada, especialista en esquena, papallona i estils, que va competir durant les dècades de 1970 i 1980.
El 1976 va prendre part en els Jocs Olímpics d'Estiu de Mont-real, on va disputar quatre proves del programa de natació. Guanyà la medalla de plata en els 400 metres estils, rere l'alemanya Ulrike Tauber. En les altres proves disputades destaca una cinquena posició en els 100 metres esquena i una sisena en els 200 metres papallona com a resultats més destacats.
En el seu palmarès també destaquen 34 campionats nacionals, dues medalles de bronze al Campionat del Món de natació de 1978 en els 100 i 200 metres esquena; dues medalles d'or, una de plata i tres de bronze als Jocs de la Commonwealth de 1978 i 1982; i cinc de plata i dues de bronze als Jocs Panamericans de 1975 i 1979.
El 1976 va rebre el premi Velma Springstead Trophy com a millor esportista femenina del Canadà. Es va retirar de la competició el 1982, el mateix any que es va graduar a l'Arizona State University. El 1989 va llicenciar en dret per la Universitat de Toronto. Entre el 1983 i 1994 i des del 2012 ha format part de la junta directiva de la Swimming Canada. Des del 2015 és la presidenta de la Swimming Canada’s Board of Directors.